# Deutsche Spielzeugstraße

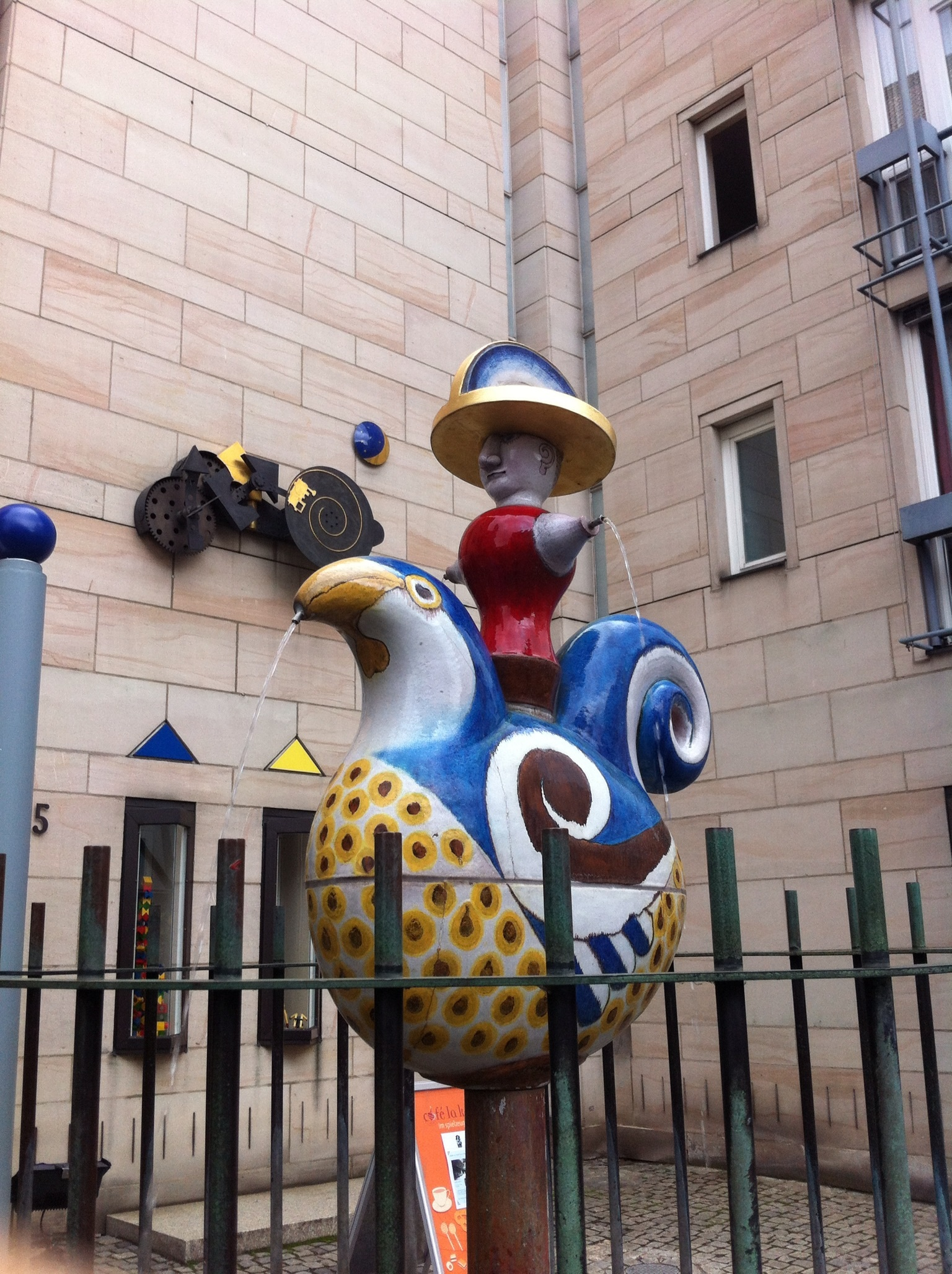
Speelgoedmuseum Neurenberg

De Deutsche Spielzeugstraße is een toeristische autoroute in Thüringen en Beieren, Duitsland. De bewegwijzerde route van 300 kilometer loopt door gebieden met een speelgoedfabricage- en poppentraditie. De route loopt van Waltershausen via Erfurt, Arnstadt tot Zirndorf. De route doet onder andere het Duitse Speelgoedmuseum in Sonnenberg, het Speelgoedmuseum in Neurenberg en het Poppenmuseum in Neustadt bei Coburg aan. 